# نقابة المحامين في بيروت
نقابة المحامين في بيروت هي نقابة تضم المحامين المسجلين إلزاميًّا في جدولها النقابي، والذين حصر بهم القانون حقّ التوكل والمرافعة أمام المحاكم، وتحقيق رسالة العدالة بإبداء الرأي القانوني والدفاع عن الحقوق وفقاً لأحكام قانون تنظيم مهنة المحاماة رقم 8/70 مع تعديلاته ولأحكام النظام الداخلي للنقابة ونظام آداب المهنة.

## بدايات
أنشئت النقابة بموجب قرار الحاكم الإداري العام رقم 192 الصادر بتاريخ 6 شباط (فبراير) 1919 الذي قضى بتنظيم تعاطي مهنة المحاماة بين أعضائها الحاليين وطلاب الدخول لهذا السلك المستقل، وأيضًا بتشكيل لجنة إدارية لنقابة المحامين لدى محكمة الإستئناف مؤلفة من رئيس وأربعة أعضاء.
وفي تاريخ 19/12/1919 تشكلت أول لجنة إدارية لجمعية المحامين مؤلفة من رئيس يعينه الحاكم الإداري ومن أربعة أعضاء تنتخبهم الجمعية، وعيّن وديع الدوماني أول رئيس للجنة الإدارية وبذلك يكون الدوماني النقيب الأول للنقابة. وبتاريخ 26/5/1921 صدر عن حاكم لبنان الكبير أول قانون لتنظيم مهنة المحاماة بالقرار رقم 655 تضمن أصول تشكيل نقابة المحامين والقواعد الانتخابية، وعيّن يوم 15/6/1921 موعداً لانتخاب النقيب وأعضاء مجلس النقابة حيث فاز النقيب ألبير قشوع. وفي 16/3/1928 أصدرت النقابة في عهد النقيب حبيب تابت قرارًا بوجوب ارتداء المحامين «الروب». وفي 7/10/1931 سجلت أول محامية متدرجة في لبنان هي السيدة بوليت امسلند تامر.
وفي 23/5/1935 صدر ثاني قانون لتنظيم مهنة المحاماة في لبنان، وأصبحت مدة ولاية النقيب سنتين بدلاً من سنة، وحدّدت فترة التدرج بثلاث سنوات، ومنع الجمع بين المحاماة والوظائف العامة. وأنشئ «صندوق الإعانة» لمساعدة المحامين، وأعطي مجلس النقابة حق إصدار النظام الداخلي. فصدر النظام الداخلي الأول بتاريخ 23/1/1937في عهد النقيب نجيب الدبس.
وفي عهد النقيب إدمون كسبار بتاريخ 13/12/1945، صدر القانون الثالث لتنظيم مهنة المحاماة، وهو الأول في ظل الاستقلال.
أما في عهد النقيب فايز حداد بتاريخ 11/3/1970، فصدر قانون تنظيم مهنة المحاماة الذي لا يزال معمولاً به لغاية اليوم مع تعديلاته، وأهمها التعديل الذي صدقه المجلس النيابي بتاريخ 31/5/1988 في عهد النقيب ريمون عيد ونشر في الجريدة الرسمية بتاريخ 21/3/1991. وقد أنشأ هذا القانون رسم الواحد بالألف على العقود المتبادلة لمصلحة صندوق التقاعد والصندوق التعاوني.

## النقباء
عيّن أول نقيب للنقابة وديع الدوماني في العام 1919، وتسلم المنصب لاحقًا نحو 54 نقيبا، عدد منهم أصبح رئيسًا للدولة، منهم: البير قشوع (1921)، وإميل إده (1922)، وبترو طراد (1923)، ووديع نعيم (1924 و1928)، وبشارة الخوري (1930)، ونجيب الدبس (1934 و1950)، وفؤاد جرجس الخوري (1939)، وإدمون كسبار (1944 و1952)، وفؤاد رزق (1956)، وميشال عقل (1966)، ووجدي ملاط (1972)، وعصام كرم (1983)، وشكيب قرطباوي (1995)، وأنطوان قليموس (1997)، وريمون شديد (2001)، ورمزي جريج (2007)، وملحم خلف (2019)، وناضر كسبار (2021).
وفي العام 2009 تسلمت رئاسة النقابة المحامية أمل حداد، لتصبح بذلك المرأة العربية الثانية تتولى منصب نقابة محامين، بعد البحرين التي كانت السباقة في ذلك 

## اليوبيل وبيت المحامي
احتفلت النقابة بتاريخ 15/10/1994 وبرعاية وحضور رئيس الجمهورية الياس الهراوي بيوبيلها الماسي في قصر العدل، وذلك في عهد النقيب ميشال خطار. وأصدرت النقابة في هذه المناسبة «الكتاب الماسي» الذي يتضمن ملخصًا لتاريخ النقابة وشهادات ومواقف. وفي تاريخ 1/7/2003 دشن الرئيس إميل لحود «بيت المحامي» في عهد النقيب ريمون شديد.
واحتفلت النقابة في العام 2021، بيوبيلها الذهبي، بعد المئوية الأولى لتأسيسها.

## معهدان للمحاماة وحقوق الإنسان
اتّخذ مجلس النقابة، برئاسة النقيب رمزي جريج في جلسته المنعقدة بتاريخ 10/6/2009، قرارًا يقضي بإنشاء «معھد للمحاماة»، من أجل التكوين الأساسي والتطوير المھني والتدريب المستمر والتأھيل لممارسة مھنة المحاماة.
وقبل هذا التاريخ أقر مجلس النقابة في 10 تشرين الأول (أكتوبر) 1997، النظام الأساسي لمعهد حقوق الإنسان، رئاسة نقيب المحامين العامل، ويديره مدير يكون محاميًّا في الجدول العام لدى النقابة. ويقيم المعهد دورات تدريبية متعلقة بحقوق الإنسان تخصّص للمحامين ولمصلحة الإدارة القضائية أو غيرها، التي لها علاقات مع المحامين، وبالتعاون مع المؤسسات المماثلة والمنظمات الدولية المتخصصة.

## منشورات واصدارات
أصدرت النقابة العديد من المنشورات والاصدارات منها:
- مجلة العدل[10]

- الأطفال على تماس مع القانون[11]
- جريمة الإتجار بالأشخاص في لبنان: مؤشرات عملية [12]
- دليل عملي حول مكافحة جريمة الإتجار بالأشخاص[13]
- الإستراتيجية العامة لمكافحة جريمة الإتجار بالأشخاص في لبنان[14]